# Грушка (Кировоградская область)
Гру́шка (укр. Грушка) — село в Благовещенской городской общине Голованевского района Кировоградской области Украины.
До 2020 года входило в Благовещенский район
Население села составляет 1193 человека. Почтовый индекс — 26420. Телефонный код — 5259.
Село расположено возле трассы Киев — Одесса.

## Известные уроженцы
- Червоний, Логвин Данилович (1902—1980) — генерал-майор (1943), Герой Советского Союза (1945).